# The Freewheelin' Bob Dylan
The Freewheelin' Bob Dylan је други студијски албум америчког кантаутора Боба Дилана, објављен 27. маја 1963. у издању Columbia Records. Иако је његов истоимени дебитантски албум Боб Дилан садржао само две оригиналне песме, Freewheelin' представља почетак Дилановог писања савремених речи у традиционалне мелодије. Једанаест од тринаест песама на албуму су Диланове оригиналне композиције.